# Dózsa I. városrész (Dunaújváros)
A Dózsa I. városrész tervezésének java részét Kapsza Miklós végezte, aki részletes rendezési terveket csinált. A paneles épületi megoldásoknál a lifthatár, daruzhatóság szempontját kellett szem előtt tartani.
A dunaújvárosi Dózsa György úttal párhuzamos ház elsőnek lábraállított volt, amit elfektetve, bizonyos részeken áttörtek. Balla József készítette a paneles házak rajzait.
A Magyar út irányából 4 darab kettős, 3-3 szekciós sávház kedvező helyet hozott létre. A Dózsa György út menti ház értékessé vált a város pozíciója miatt, emiatt lett ez a rész egy üzletsor.
A Dózsa I. városrész a Dózsa II. városrész mellett helyezkedik el.  
A Dózsa városrésztől nyugatra a Technikumi városrész, keletre a Felső-Dunapart városrész van, északra a Római városrész van, délre Dunaújváros belvárosa található.